# Гуидо Палавичини
Вижте пояснителната страница за други личности с името Гуидо.
Гуидо Палавичини (Guido Pallavicini, † 1237) е кръстоносец от Четвърти кръстоносен поход и от 1204 до 1237 г. като първият маркграф на Бодоница един от първите латински феодали на Гърция.
Той произлиза от благордната фамилия Палавичини от района на Парма, която произлиза от род Отбертини. Той е през Четвъртия кръстоносен поход (1202 – 1204) в свитата на ломбардския маркграф Бонифаций Монфератски. За пръв път е споменат през есента 1204 г., когато Бонифаций Монфератски, който става крал на Солун, го назначава за господар на Бодоница (днешна Mendenitsa във Фтиотида в Средна Гърция) и пазител на Термопилите. Заедно с брат си Рубино той участва в обсадата на Акрокоринт, където се намирал византийския архонт Леон Сгоурос. След смъртта на Бонифаций през 1207 г. Палавичини участва в бунта на ломбардите против краля-дете Деметрий Монфератски и неговата майка Маргарита Унгарска. Той се окрепява заедно с другите въстаници в Кадмея в Беотия, против император Хенрих Фландърски, но през края на май 1209 г. капитулира. Палавичини запазва дадените му земи и през май 1210 г. участва във втория парламент на Равеника, където подписва конкордат с латинско-римската църква.
През 1221 г. Палавичини е назначен като bailli на Солунското кралство, което през 1224 г. е завладяно от деспота на Епир, Теодор I Ангел. С помощта на латинските си съседи и на князете на Ахея той си запазва Бодоница. Той се опитва безуспешно същата година с помощта на маркграф Вилхелм VI Монфератски да превземе обратно кралство Солун. От неговите гръцки поданици той е наричан „Marchesopoulo“.
Гуидо Палавичини пише завещанието си на 2 май 1237 г. и умира малко след това, като един от последните рицари на четвъртия кръстоносен поход.
Той е женен за бургундката Сибила, която вероятно е роднина на херцога на Атина, Гуидо I дьо ла Рош († 1263). С нея той има три деца:
- Убертино Палавичини, († 1264), маркграф на Бодоница
- Изабела Палавичини († 1286), маркграфиня на Бодоница
- Амабилиа (Мабила) Палавичини, ∞ 1238 г. с маркграф Ацо VII д’Есте († 1264) от Дом Есте